# Quanto sei bella Roma (Canta se la vuoi cantar)/L'autostop
Quanto sei bella Roma (Canta se la vuoi cantar)/L'autostop è un singolo di Laura Troschel con la partecipazione, seppure non accreditata sulla label del disco, di Pippo Franco, pubblicato dalla Cinevox nel 1977.

## Quanto sei bella Roma (Canta se la vuoi cantar)
Nel 1977 Pippo Franco e Laura Troschel realizzano un album in coppia Il bello e la bestia, rivisitazione in chiave comica di alcune canzoni folk riguardanti la città di Roma più alcuni brani inediti. Dall'album fu estratto il singolo, Quanto sei bella Roma (Canta se la vuoi cantar)' scritto da Alvaro Ferrante De Torres, Cesare Andrea Bixio e Enzo Bonagura, su musica e arrangiamenti di Flavio Bocci.

## L'autostop
L'autostop è la canzone pubblicata sul lato B del singolo, scritta dal solo Pippo Franco.

## Edizioni
Il singolo fu pubblicato in Italia con numero di catalogo SC 1099 su etichetta Cinevox.